# Hélène Gullberg
Hélène Gullberg, född 7 april 1976 i Stockholm, är en svensk konsthistoriker och författare. Hon har bland annat författat den historiska romanen Den konserverade änkan samt en deckarserie med en kvinnlig antikvitetsexpert i fokus. Gullberg har medverkat i olika TV-produktioner med historiskt innehåll.

## Biografi
Gullberg är växte upp i Stockholm. Efter studier i konsthistoria har hon arbetat på konstgalleri i Barcelona och även varit föremålsexpert på Bukowskis auktioner och Stockholms Auktionsverk. Hon arbetar som intendent på Kungliga slottet. Hon har medverkat i TV- programmen Historieätarna (SVT) och Drottningarna (TV4). Gullberg debuterade som romanförfattare 2020.  
Hon bor i Bromma med sambo och två barn.

## Författarskap
Den konserverade änkan är en historisk roman som handlar om Sara Haupt, nybliven änka efter den store 1700-talsmöbelkonstnären Georg Haupt. Att bli konserverad i denna bemärkelse avses att genom giftermål behålla status och företagsverksamhet; oftast har det handlat om en avliden kyrkoherde som ersätts av en ny som också gifter sig med änkan. Romanen har verklighetsbakgrund avseende personer och platser men är fiktiv i övrigt.
Adepten är en spänningsroman. En förmögen antikkännare hittas död, förmodat rånmördad. Den åttaåriga flickan Majja Skog blev hans adept i antikvärlden och är nu som vuxen expert vid en auktionsfirma. Polisen Karin Klinga kallar in henne för att få hjälp att lösa mordet. Romanen mottogs positivt av kritikerna och nominerades 2023 till årets bästa deckardebut av Svenska Deckarakademin.  
I Novisen återkommer Majja Skog, och handlingen är åter präglad av antikvärldens föremål och attraktionskraft. Ett mord har ägt rum i Storkyrkan, i Gamla Stan i Stockholm, och kriminalinspektör Karin Klinga kallar åter in Majja Skog för att bidra med sin specialkunskap. Hennes anknytning till Storkyrkan är inte bara stor kunskap om miljön och alla historiska föremål. Under en tid då hon var vilsen i tillvaron och sökte sin plats blev hon omhändertagen av en präst verksam i Storkyrkan, där hon kom att bo i en krypta och bidrog med att inventera och katalogisera de föremål som förvarades där. En antik brosch hittas i anslutning till den döde mannen och igenkänns av Majja.